# Franco Petermann
Franco Petermann (Arona, 17 novembre 1915 – Arona, 14 ottobre 1997) è stato un calciatore italiano, di ruolo difensore.

## Carriera
In gioventù militò nel Borgomanero.
Giocò in Serie B con Comense, Novara, Alessandria, Brescia, Legnano e col Vigevano, vincitore del campionato di Serie C nel 1937.
Nella stagione 1948-1949 ha giocato nella Pro Lissone in Serie C.

## Palmarès

### Club

#### Competizioni nazionali
- Serie C: 1

Vigevano: 1936-1937
- Serie B: 1

Novara: 1937-1938